# Campsicnemus platystylatus
Campsicnemus platystylatus är en tvåvingeart som beskrevs av Hardy och Linda M. Kohn 1964. Campsicnemus platystylatus ingår i släktet Campsicnemus och familjen styltflugor. Inga underarter finns listade i Catalogue of Life.